# Bakó Géza (táncművész)
Bakó Géza (1962-1989) táncművész, koreográfus.

## Élete
Testvére Bakó Gábor koreográfus és táncművész. Pályáját Borbély György  balettmester, az Ikarusz Jazzbalett vezetője, majd a Jeszenszky Endre koreográfus, balettmester növendékeként kezdte. 
A disco-táncversenyeken lett közismert.  
A Jeszenszky Jazzbalett Együttesben szólistaként táncolta első nagyobb szerepeit. 
Több főszerepet táncolt,  például William Shakespeare: Rómeó és Júlia. Hosszabb ideig a Rock Színház tagja volt. 
Rövid pályafutása során, a tragikus hirtelenséggel elhunyt Bakó Géza- 27 évet élt - második díjat is nyert a magyar diszkótánc-bajnokságon, táncolt és koreografált itthon és külföldön. Külföldről sokszor hozott elismerést a magyar rocktáncművészetnek.